# Finn:
finn: är den norska vissångaren Finn Kalviks andra musikalbum. Albumet spelades in hösten 1972 i Rosenborg Studio i Oslo. 

## Låtlista
1. "Samfunnshus blues" (Finn Kalvik) – 3:03
2. "Det bor en gammel baker" (Inger Hagerup/Finn Kalvik) – 2:16
3. "Elegi" (Finn Kalvik) – 3:24
4. "Mang en søvnløs natt" (Finn Kalvik) – 2:10
5. "Strofe" (Inger Hagerup/Finn Kalvik) – 2:10
6. "The First Time Ever I Saw Your Face" (Ewan MacColl, arrangement av: Bert Jansch) – 1:41
7. "Det hemmelige under" (Inger Hagerup/Finn Kalvik) – 1:51
8. "Kjære ikke gråt" ("Don't You Grieve" – Roy Harper/Finn Kalvik) – 2:35
9. "Reynardine" (Finn Kalvik, arrangement av: Bert Jansch) – 4:07
10. "Søte bløte" (Inger Hagerup/Finn Kalvik) – 1:03
11. "Rekk dine barn en hånd" ("Teach Your Children Well" – Graham Nash/Finn Kalvik) – 2:52
12. "Skumring" (Inger Hagerup/Finn Kalvik) – 1:46

- Låtskrivare inom parentes.

## Medverkande
Musiker
- Finn Kalvik – sång, gitarr
- Lillebjørn Nilsen – sång, gitarr
- Øystein Sunde – sång, gitarr, pedal steel guitar
- John Svendsen – vibrafon, dragspel
- Christian Reim – piano
- Brynjar Hoff – oboe
- Carl Morten Iversen – kontrabas
- Espen Rud – trummor
- Filharmonisk selskap – stråkinstrument
- Fred Nøddelund – arrangement

Produktion
- Stein Robert Ludvigsen – musikproducent
- Egil Eide – ljudtekniker
- Torstein Nybø – omslagsdesign
- Finn Kalvik, Øystein Sunde – foto